# Tlahuelongo
Tlahuelongo är en ort i Mexiko.   Den ligger i kommunen Tlanchinol och delstaten Hidalgo, i den sydöstra delen av landet, 190 km norr om huvudstaden Mexico City. Tlahuelongo ligger 820 meter över havet och antalet invånare är 176.
Terrängen runt Tlahuelongo är bergig åt sydväst, men åt nordost är den kuperad. Runt Tlahuelongo är det ganska tätbefolkat, med 166 invånare per kvadratkilometer. Närmaste större samhälle är San Felipe Orizatlán, 17,3 km norr om Tlahuelongo. Omgivningarna runt Tlahuelongo är en mosaik av jordbruksmark och naturlig växtlighet.